# Cellere
Cellere es un municipio italiano situado en la provincia de Viterbo, en el Lacio. Tiene una población estimada, a fines de julio de 2024, de 1097 habitantes.

## Evolución demográfica
| Gráfica de evolución demográfica de Cellere entre 1861 y 2024 |
|                                                               |
| Fuente: ISTAT - Elaboración gráfica por parte de Wikipedia    |